# Erlengraben (Saselbek)
Der Erlengraben ist ein Graben in Hamburg-Sasel. Er mündet an der Grenze zu Hamburg-Bergstedt in die Saselbek.
Er beginnt aus einem Teich an der Straße Bekwisch. Er verläuft Richtung Nordwesten, dabei kreuzt er die Straßen Bekwisch, Stubbenweg, Waldweg, Rehpfad, Dannenrüsch, Perlbergweg, Achtern Hollerbusch, Senke und die Saselbekstraße, bevor er in die Saselbek mündet.